# Convento de Santa María de la Pasión de Nuestro Señor Jesucristo
El Convento de Santa María de la Pasión de Nuestro Señor Jesucristo fue un establecimiento religioso de monjas dominicas, fundado en 1586 en Sevilla (Andalucía, España). Fue desamortizado en 1837. 

## Historia

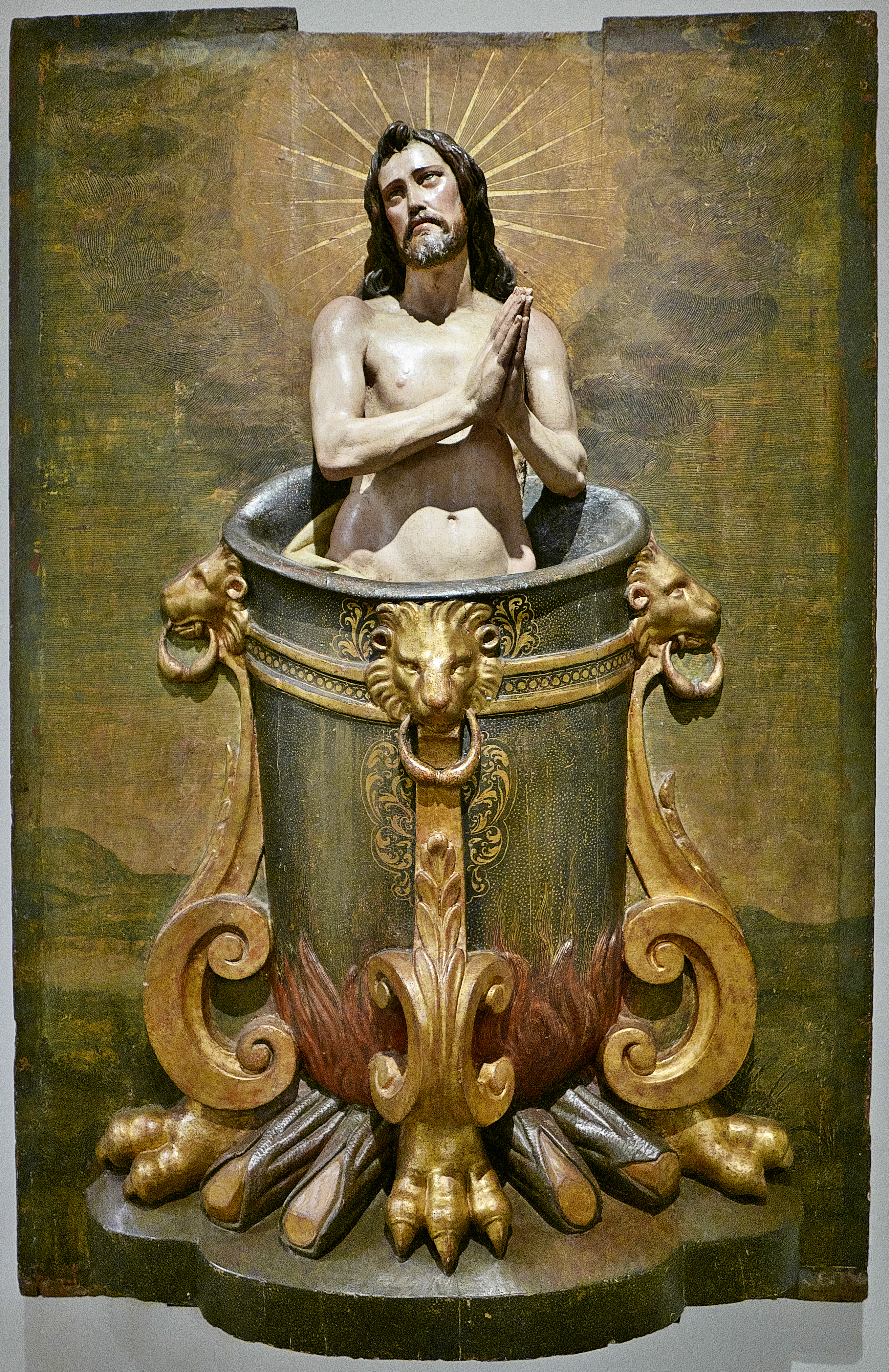
San Juan ante Portam Latinam, Juan Martínez Montañés

En 1586 las dominicas se instalaron en la collación de San Gil, en donde había estado el Convento de la Encarnación, de monjas agustinas, trasladado en 1585 a la Alameda de Hércules. Las agustinas habían vendido su primer convento a Pedro López Soro, que era apoderado de un portugués muy rico, Gabriel Luis, que había donado su dinero para fundar un monasterio de monjas dominicas con el título de la Pasión. Pocos años más tarde, sin conocerse la fecha, se trasladaron a un inmueble en la calle Sierpes.
La primera priora fue sor María Magdalena, monja del Convento de Santa María de Gracia.
La iglesia del convento estaba terminada y pagada en 1617.
Cuando se extingue en 1837, consta que quince monjas de este se trasladaron al Convento de Madre de Dios.
La iglesia permaneció abierta. En 1853 se trasladó a este templo la Hermandad de la Vera Cruz. Sin embargo, tuvo que abandonarlo cuando la iglesia fue cerrada en la Revolución de 1868. El 7 de octubre de 1868 fue concedida a una compañía de veteranos nacionales para su uso como cuartel. El 20 de agosto de 1870 consta que el Ayuntamiento había hecho obras en ella para instalar una Escuela Práctica Normal, que coexistió con el cuartel de veteranos. En 1871 la iglesia ya estaba vendida.
En las dependencias conventuales se construyó un teatro, inaugurado en 1844, y se situó la imprenta y taller de litografía del Diario Sevillano.
En el Museo de Bellas Artes de Sevilla se conservan varias obras de la iglesia del convento: del retablo de la Virgen del Pilar un relieve de la Asunción de Juan de Oviedo el Mozo; del retablo de San Juan Evangelista un relieve de San Juan Evangelista en la tina obra de Juan Martínez Montañés y los cuadros de Francisco Varela de San Cristóbal, San Agustín, Santa Catalina de Siena y Santa Lucía y Santa Catalina de Alejandría y Santa Teresa; del retablo de San Juan Bautista los cuadros de Francisco Pacheco de Santo Domingo de Guzmán, San Juan y San Mateo y San Lucas y San Marcos; y, aparte, los cuadros de Francisco Pacheco de la Oración de Jesús en el Huerto de los Olivos, la Flagelación de Jesús, la Coronación de Espinas y Jesús con la cruz a hombros.
Los sitiales del coro, de hacia el 1800, fueron llevados en 1871 a la Iglesia de San Andrés, donde permanecen.